# Cantonul Lille-Nord
Cantonul Lille-Nord este un canton din arondismentul Lille, departamentul Nord, regiunea Nord-Pas-de-Calais, Franța.

## Comune
- La Madeleine
- Rijsel (parțial, reședință)